# Episodi de La signora del West (sesta stagione)
La sesta ed ultima stagione della serie televisiva statunitense La signora del West è stata trasmessa negli Stati Uniti dal settembre 1997 al maggio 1998 su CBS.
| nº | Titolo originale       | Titolo italiano                       | Prima TV USA      | Prima TV Italia |
| -- | ---------------------- | ------------------------------------- | ----------------- | --------------- |
| 1  | Reason to Believe      | Una ragione per credere               | 27 settembre 1997 |                 |
| 2  | All That Matters       | Vedova ma non troppo                  | 4 ottobre 1997    |                 |
| 3  | A Matter of Conscience | Il nuovo sceriffo                     | 11 ottobre 1997   |                 |
| 4  | The Comfort of Friends | Sincera amicizia                      | 18 ottobre 1997   |                 |
| 5  | Wave Goodbye           | Illusioni                             | 25 ottobre 1997   |                 |
| 6  | A Place Called Home    | Un luogo chiamato casa                | 1º novembre 1997  |                 |
| 7  | Lead Me Not            | La promessa                           | 8 novembre 1997   |                 |
| 8  | A Time to Heal: Part 1 | Lotta contro il tempo - Prima parte   | 15 novembre 1997  |                 |
| 9  | A Time to Heal: Part 2 | Lotta contro il tempo - Seconda parte | 22 novembre 1997  |                 |
| 10 | Civil Wars             | Guerra civile                         | 6 dicembre 1997   |                 |
| 11 | Safe Passage           | La valle della libertà                | 12 dicembre 1997  |                 |
| 12 | Homecoming             | Ritorno a casa                        | 20 dicembre 1997  |                 |
| 13 | Point Blank            | A bruciapelo                          | 28 febbraio 1998  |                 |
| 14 | Seeds of Doubt         | Il seme del dubbio                    | 7 marzo 1998      |                 |
| 15 | Seven Kinds of Lonely  | Il peso della solitudine              | 21 marzo 1998     |                 |
| 16 | Life in the Balance    | Equilibrio vitale                     | 4 aprile 1998     |                 |
| 17 | Happily Ever After     | Felici e contenti                     | 11 aprile 1998    |                 |
| 18 | Birdman                | L'uomo che voleva volare              | 18 aprile 1998    |                 |
| 19 | Vengeance              | Vendetta!                             | 25 aprile 1998    |                 |
| 20 | To Have and to Hold    | Una vita insieme                      | 2 maggio 1998     |                 |
| 21 | The Fight              | L'incontro                            | 9 maggio 1998     |                 |
| 22 | A New Beginning        | Un nuovo inizio                       | 16 maggio 1998    |                 |

## Una ragione per credere
- Titolo originale: Reason to believe
- Diretto da: Terrence O'Hara
- Scritto da: Philip Gerson

### Trama
Sully, ricercato dall'esercito, è gravemente ferito e si sta nascondendo nella foresta, nella speranza di far perdere le sue tracce. In città, Michaela e gli altri continuano le ricerche del marito, perché la donna è convinta che sia ancora vivo. Oltre a ottenere l'aiuto di Robert E. e degli altri cittadini, a Colorado Springs arriva anche Daniel, che ha letto di Sully sul giornale ed è pronto a dare una mano. L'esercito, intanto, ha messo una taglia sulla sua testa e per Sully è stata presentata un'accusa di tradimento e omicidio. Il sergente McKay continua le ricerche di Sully parallelamente a quelle di Michaela e si ritrova ad accusare Matthew di comportarsi in modo parziale nei confronti del marito di sua madre. Per poter continuare ad aiutare il Dr. Mike a cercarlo, Matt rinuncia al suo incarico di sceriffo. 
Dorothy invece, preoccupata per Nube che Corre, va a cercarlo per rivelargli cosa prova per lui, anche spronata da Michaela. Quando lo trova, i due si dimostrano la reciproca emozione nel rivedersi. Nube che Corre torna insieme a Dorothy nella zona di Colorado Springs, in modo da poter aiutare nelle ricerche di Sully.
Il territorio della riserva viene messo in vendita e Preston fa un'offerta per acquistarlo, tuttavia è proprio Daniel che riesce a ottenere le terre indiane, pagandole con tutto il denaro guadagnato grazie alla sua miniera.
Dopo giorni di ricerca, Michaela, Daniel, Brian e Matthew trovano finalmente Sully: le sue condizioni sono gravi, ma è vivo.

## Vedova ma non troppo
- Titolo originale: All that matters
- Diretto da: Bethany Rooney
- Scritto da: Carl Binder

### Trama
Grazie alle cure di Michaela, Sully comincia a riprendersi, ma sulla sua cattura pende ancora una taglia. Michaela decide di tenere il marito nascosto mentre guarisce, così passano alcune settimane durante le quali la donna finge di continuare a cercarlo e di non sapere niente di lui. Di comune accordo, il Dr. Quinn e i figli decidono di non rivelare a nessuno che Sully è ancora vivo, tuttavia Michaela si ritrova ad ammetterlo almeno con Dorothy, che è molto felice per la piega che il suo rapporto con Nube che Corre ha preso. L'indiano torna a Colorado Springs per assistere Sully e per cercare di convincere i Cani Sciolti a interrompere la guerriglia. I due amici iniziano a vivere nascosti nei boschi. Michaela fa spesso visita a Sully insieme ai bambini e, mentre sta passando del tempo con sua figlia, Sully dona a Katie una sua collana.
Michaela finge di accettare i consigli dei suoi concittadini, che le fanno notare che Sully probabilmente ormai è morto. Così fa svolgere una funzione funebre in sua memoria da parte del Reverendo. Il sergente McKay, però, sospetta che Sully sia vivo e continua le ricerche, tenendo sotto stretta sorveglianza Michaela, la sua famiglia e anche Dorothy. Quando il sergente affronta Michaela facendole notare che ha visto i suoi figli ridere nel giorno del funerale del loro padre e lei e Dorothy chiacchierare in tutta calma e serenità, chiede alla donna di confessare che Sully è ancora vivo e le fa vedere la collana trovata a casa sua durante una perquisizione. Michaela, però, continua a sostenere che Sully sia morto, a rischio di venire incriminata per aver nascosto un fuggitivo. I due coniugi decidono di vivere lontani per mantenere lo status quo momentaneamente, anche se Sully trova il tempo di fare visite notturne segrete alla moglie.

## Il nuovo sceriffo
- Titolo originale: A matter of coscience
- Diretto da: Terrence O'Hara
- Scritto da: Chris Abbott

### Trama
Il generale Wooten arriva a Colorado Springs per risolvere la questione degli indiani, ma durante un assalto dei Cani Sciolti gli Indiani provocano un'esplosione durante la quale il generale viene ferito e il "Pepita d'oro" distrutto. Michaela fa di tutto per salvare la vita del generale, anche nella speranza che dimostri compassione per la sua situazione con Sully, nonostante i dissapori intercorsi fra i due in passato sulla questione indiana.
Sully e Nube che Corre, intanto, propongono un patto al capo dei Cani Sciolti, Luna Nera. Vogliono convincere l'esercito a scortare al sicuro gli indiani catturati, in cambio chiedono la sospensione della guerriglia e una tregua per gli abitanti di Colorado Springs. Nel frattempo Hank si propone come nuovo sceriffo e militarizza l'intera città per proteggerla dagli indiani. Nessuno gli si oppone all'inizio, e Hank scopre addirittura che ci sarà un incontro segreto fra Luna Nera e altri indiani. Hank e Jake si recano sul posto senza mettere a conoscenza l'esercito, ma vengono messi fuori combattimento. Spetta a Sully fare in modo che Luna Nera non li uccida, così come sempre i due "bianchi" si trovano in debito con lui. Una volta tornati in città dopo essere stati tenuti prigionieri per un po', Hank rivela all'intera cittadinanza che Sully è ancora vivo e Michaela li ha raggirati. Nonostante ciò, Dorothy riesce a indire le elezioni per il nuovo sceriffo e tutti esortano Daniel a candidarsi in opposizione a Hank. Su spinta e consiglio di Sully, Daniel decide di sfidare Hank. Intanto Michaela e Matthew studiano il diritto costituzionale e scoprono che Wooten non ha abbastanza testimoni che dichiarino di aver visto Sully sul luogo della rivolta indiana alla riserva. La donna convince il generale Wooten a proporre una riduzione di pena per Sully in caso che lui si costituisca. Proprio quando dovrebbe firmare l'accordo, però, Wooten ha una crisi cardiaca e muore prima che Michaela possa intervenire per salvarlo. Distrutta dall'avvenimento, Michaela cerca di convincere il Sergente McKay a darle fiducia e cercare di aiutare Sully, come le aveva promesso di fare prima della sua scomparsa.
Ai comizi elettorali, Daniel spiazza Hank facendo notare che, nonostante tutti al momento non si fidino più di Sully, lui è un uomo di pace che spesso ha aiutato tutti i concittadini a costruire casa, proteggersi, trovare cure indiane o addirittura donando il proprio sangue. Jake confessa che Sully li ha salvati dalla morte certa per mano di Luna Nera, così tutti riprendono confidenza con Michaela. Alla fine è proprio Daniel a vincere le elezioni, per una manciata di voti. Sully va a salutare Michaela prima di partire per andare a parlare di nuovo con Luna Nera, che sembra non fidarsi più di loro. I due dovranno stare lontani, ma McKay aiuterà la donna a far scagionare il marito...

## Sincera amicizia
- Titolo originale: The comfort of friends
- Diretto da: Bethany Rooney
- Scritto da: Eric Tuchman

### Trama
Mentre Sully è ancora alla macchia, Michaela sente di dover impiegare le forze per distrarsi, così inizia ad aiutare Grace e Dorothy con i preparativi della festa per l'anniversario della fondazione della città. L'evento principale sarà la preparazione di una "capsula del tempo", un baule nel quale i cittadini dovranno inserire oggetti che richiamino la storia di Colorado Springs. Gli screzi iniziano fin dall'inizio, con Jake che pretende di avere l'ultima parola su quali oggetti inserire nella cassa, visto che è il sindaco.
Intanto Michaela inizia ad accusare stanchezza e altri sintomi che la fanno pensare a una gravidanza. Dopo una visita da Andrew, al Dr. Mike viene confermata la diagnosi, ma non si sente del tutto felice, visto che tutto il paese ne viene a conoscenza. Nel frattempo, nonostante l'aiuto del Sergente McKay, l'esercito rifiuta la proposta di Michaela di ridurre la pena di Sully e annuncia che intende perseguirlo nei termini previsti dalla legge. Tutti i pensieri e lo stress portano Michaela a subire un aborto.
Michaela cerca di affrontare il dolore per l'aborto da sola, confortata solamente da Brian e Matthew, il quale continua ad aiutare Sully studiando libri di diritto e legge.
Intanto Jake continua a corteggiare la maestra Morales, che ha terminato il suo lutto dopo la morte del marito, ma i due hanno uno scontro quando Jake non vuole coinvolgere  anche Indiani e Spagnoli tra le cose da mettere nella cassa sulla storia di Colorado Springs, in quanto parte dalle origini della città. Allo stesso modo, a Grace non sarebbe consentito di metterci un sussidiario della scuola Freeman dei bambini di colore.
Il giorno della festa, Jake cede ai  pregiudizi e decide che chiunque potrà mettere quello che vuole all'interno della cassa. Dorothy e Grace fanno una visita a Michaela per confortarla dopo la perdita del suo bambino.

## Illusioni
- Titolo originale: Wave Goodbye
- Diretto da: Roy Campanella II
- Scritto da: Robert Hamilton

### Trama
In città arriva la principessa russa Nizamova, la quale è stata invitata da Preston a soggiornare nel suo albergo. La principessa sostiene di poter parlare con gli spiriti dei defunti e di poter prevedere il futuro. Appena arriva dà ai cittadini un assaggio delle sue doti, facendo capire a Brian che sua madre veglia su di lui. Michaela, nel frattempo, ha in cura il signor Clay, che accusa dei sintomi che lei non riesce a collocare. L'uomo si offre di ripagarla delle sue visite facendo dei lavoretti per lei alla clinica. Intanto la principessa accetta di tenere una seduta spiritica al Pepita d'Oro, durante la quale interviene prestando la voce ai defunti cari ai cittadini di Colorado Springs, ad esempio Abigail (la figlia di Loren), Charlotte (la mamma di Brian), Marcus (il marito di Dorothy), il fratello del Reverendo e persino un vecchio professore di Michaela. Più tardi, ricordando i consigli di quel professore, Michaela capisce che i sintomi del Signor Clay erano in realtà manifestazioni di una malattia rara, che riesce a diagnosticare in tempo per curarla.
Nonostante ciò, la dottoressa rimane scettica nei confronti dei poteri della principessa, e lo è ancor di più quando scopre che ha riferito a Grace che Anthony starà bene.
Quando affronta la donna, Michaela la vede andare nuovamente "in trance" e parlarle come era solito fare suo padre. A questo punto, anche il Dr. Mike inizia a pensare che la principessa sia davvero in grado di parlare coi defunti. Daniel, però, si rende conto che la donna si sta arricchendo alle spalle dei cittadini, soprattutto di Horace. Insieme a Michaela, capiscono che deve avere un complice che l'aiuta, e si informa sulle vite dei cittadini. È così che Michaela capisce che deve essere stato qualcuno che si è introdotto alla clinica per leggere i suoi diari e le sue cartelle mediche. Proprio quando intuiscono che si tratta del signor Clay, questi arriva alla clinica con in braccio un sofferente Anthony, che ha avuto un altro attacco. Grace capisce di essere stata ingenua a fidarsi della principessa, ma Michaela la rincuora. Lei e Daniel affrontano il Signor Clay, dato che la principessa se n'è andata. L'uomo ammette di essere complice della principessa da anni, ma che ora cambierà vita e diventerà una persona onesta. Daniel gli dà fiducia e lo lascia andare via, deciso però a telegrafare alle città vicine per metterle in guardia sulla principessa. Intanto Jake dà ascolto ai suoi sentimenti e inizia finalmente a corteggiare pubblicamente la signora Morales.

## Un luogo chiamato casa
- Titolo originale: A Place called Home
- Diretto da: Chuck Bowman
- Scritto da: Julie Henderson

### Trama
Sully torna in città a far visita a Michaela dopo che gran parte dei suoi tentativi di parlamentare con gli Indiani in fuga sono falliti a causa della testardaggine di Luna Nera. Michaela vorrebbe subito dirgli dell'aborto, ma non ne ha il coraggio. Nel frattempo gli attacchi di Anthony si fanno più seri e il ragazzo inizia a stare male sempre più spesso. Michaela capisce che la sua malattia è progredita e questo lascia poche speranze. Dopo avere ottenuto il secondo parere di Andrew, Grace decide di non dire la verità al figlio, per fare sì che i suoi ultimi giorni siano felici. Robert E. non è molto d'accordo, e non sa come accettare l'idea di perdere Anthony. Intanto i bambini a scuola devono scrivere un tema per raccontare qual è la cosa che più gli piace di Colorado Springs. Michaela si rende conto che deve dire a Sully la verità e gli racconta dell'aborto. Lui la prende male e sparisce per qualche altro tempo, cercando di riflettere da solo sull'accaduto. Così si rende conto che non avrebbe mai dovuto abbandonare Michaela e che il suo posto è vicino alla sua famiglia, anche se questo significasse vivere nascosto nell'attesa che le cose si risolvano. Anthony ha un attacco che gli crea una paralisi minima, poi implora i genitori di dirgli la verità. Grace e Robert E. gli promettono che non soffirà e che si riuniranno presto in Paradiso. Anche Brian soffre per l'idea di perdere il suo migliore amico e promette ad Anthony che terrà con cura il suo cappello, che il ragazzo gli lascia in dono. Anthony è in difficoltà a scrivere il tema, ma poi viene ispirato proprio dai suoi genitori e riesce ad essere premiato per il migliore scritto. Il ragazzo legge il suo tema davanti a tutti i genitori, parlando di ciò che ama della sua città: lavorare per il signor Bray, avere un amico come Brian, fare dei lavoretti per Dorothy, avere una donna medico così brava, e soprattutto due genitori che l'hanno adottato e amato come loro figlio. Morirà poco tempo dopo, lasciando un vuoto incolmabile nel cuore dei suoi genitori e di chi l'ha amato.

## La promessa
- Titolo originale: Lead me not
- Diretto da: Carl Binder
- Scritto da: Beth Sullivan (creator)

### Trama
Marjorie torna a Colorado Springs insieme a un gruppo di "Donne della Temperanza", le quali promuovono il proibizionismo e l'astinenza dall'alcool. Preoccupati per il movimento, Jake e Hank cercano di tenere Marjorie lontana dal "Pepita d'oro", anche se la donna cerca in ogni modo di convincerli a smettere di vendere alcool. Nel frattempo, Jake vede Hank con la maestra Morales e si convince che fra i due vi sia del tenero, così si ubriaca e sale sul balcone dell'hotel, iniziando addirittura a sparare sulla folla. Robert E. blocca il suo delirio, ma i due cadono entrambi dal balcone. Quando Robert E. si rompe il braccio, Jake decide di smettere di bere, ma cade di nuovo in tentazione quando si trova a spiegare le sue motivazioni a Teresa e lei non vuole confidargli perché si trovava sola con Hank. Michaela intanto è preoccupata anche per Grace che, per dormire, ha iniziato a prendere un tonico a base di alcool fornitole da Andrew. Nel frattempo, Sully e Nube che Corre cercano di convincere Luna Nera a non affrontare l'esercito, ma quando lui non segue il loro consiglio, quasi tutti i suoi uomini vengono sterminati. È allora che l'indiano capisce che Sully sta davvero cercando di aiutarlo. Nube che Corre chiede aiuto anche a Dorothy per aiutare la causa indiana, e le chiede di scrivere altri articoli di giornale a loro favore.
Jake lascia entrare le Donne della Temperanza al saloon dell'albergo e le aiuta a distruggere tutto l'alcool. Intanto Marjorie si rende conto che le loro motivazioni vengono fomentate da un modo di comportarsi scorretto, così decide di lasciare il gruppo e fermarsi a Colorado Springs, così da rimanere per un po' insieme a Loren.
Jake ha un'ulteriore crisi, durante la quale si presenta a casa di Michaela nel cuore della notte e spaventa la donna per il suo stato, prendendo anche in braccio Katie e rischiando di farla cadere. La mattina dopo, il Dr. Mike gli comunica che non l'aiuterà più e non vuole che si presenti mai più a casa sua. Jake affronta Hank e i due hanno una colluttazione, al termine della quale Hank ammette che la maestra Morales gli sta solo insegnando a leggere. È allora che Jake capisce di dover fare una promessa solenne, ossia di cambiare e smettere di bere una volta per tutte. Dopo aver giurato a Teresa che cambierà per lei, ringrazia anche Michaela di averlo spronato a farlo.

## Lotta contro il tempo - Prima parte
- Titolo originale: A time to heal: Part 1
- Diretto da: Terrence O'Hara
- Scritto da: Beth Sullivan (creator)

### Trama
Marjorie e Michaela hanno un diverbio perché quest'ultima ha invitato la madre per la Festa del Ringraziamento, nella speranza che le due donne possano finalmente chiarirsi. Intanto un bambino arriva alla clinica con una febbre molto alta e Michaela capisce che ha la difterite. Quindi, dato che si tratta di una malattia molto contagiosa, si decide di mettere subito in quarantena tutti coloro che si ammaleranno. Elizabeth Quinn e la figlia Rebecca arrivano in città e si dimostrano subito pronte a dare una mano a Michaela, già supportata da Marjorie e Colleen. Brian e Katie, invece, vengono accompagnati da Daniel al rifugio di Sully per non rischiare il contagio. L'epidemia si diffonde rapidamente. Il bambino che si era ammalato per primo muore fra le braccia di Marjorie, che rimane particolarmente sconvolta. Quando si ammala anche Becky, la migliore amica di Colleen, il Dr. Mike vorrebbe testare la nuova tecnica dell'intubazione, ma Andrew è scettico per i rischi che il paziente si salvi dalla difterite ma venga poi esposto a un'eventuale polmonite. Anche sotto la spinta di Colleen, Michaela evita di usare i nuovi attrezzi per l'intubazione e pratica anche a Becky la tracheotomia, procedura più tradizionale. La ragazza però non sopravvive, e la sua morte convince ancor di più Michaela dell'importanza dell'intubazione. Quando anche Marjorie si ammala, Andrew lascia la clinica di Preston per andare ad aiutare Michaela durante l'emergenza, anche se Preston lo licenzia. Michaela decide di praticare l'intubazione alla sorella, pur conoscendo i rischi che ciò comporterà.

## Lotta contro il tempo - Seconda parte
- Titolo originale: A time to heal: Part 2
- Diretto da: Terrence O'Hara
- Scritto da: Beth Sullivan (creator)

### Trama
Dopo l'intubazione praticata da Michaela, Marjorie sembra essersi ripresa. Anche Horace lascia la clinica, sopravvissuto anche grazie alle amorevoli cure di Rebecca Quinn, che si rivela un'aiutante preziosa per la sorella. Nel frattempo Elizabeth discute con Marjorie della sua relazione con Loren, che reputa indecente e scorretta. Le due donne si lasciano in malo modo prima che la madre raggiunga Sully e i nipoti fuori città. Dopo un paio di giorni, Marjorie viene colpita da una polmonite che non le lascia scampo. La donna dice addio alla sorella, e passa gli ultimi istanti di vita insieme a Loren, che rimane distrutto dalla sua perdita. Elizabeth dà la colpa della morte della figlia a Michaela, che ha scelto di praticare la nuova tecnica senza preoccuparsi dei rischi, ma poi viene a sua volta sgridata da Loren, che difende la dottoressa puntualizzando che quest'ultima ha solo fatto ciò che riteneva giusto per salvare Marjorie, come avrebbe dovuto. Michaela però si sente comunque in colpa. Nel frattempo l'epidemia non si arresta e anche Preston e Daniel si ammalano. Quando per curare quest'ultimo Michaela deve nuovamente scegliere se praticare o no l'intubazione, il dottor Quinn chiede consiglio alla sorella Rebecca, che la invita a fidarsi della propria opinione di medico. Il Dr. Mike decide di rischiare, stavolta con successo. Daniel guarisce pienamente dalla difterite. Quando l'epidemia è finalmente debellata, anche Preston si rimette in sesto e conferma ad Andrew il suo posto alla clinica. Elizabeth chiede perdono a Michaela e conferma che il lavoro di medico è difficile proprio perché si basa su decisioni volte a salvare la vita delle persone. Tutta la famiglia Quinn decide di festeggiare il Ringraziamento a casa. Michaela invita anche Andrew, ormai molto legato a Colleen, mentre Daniel trova il modo di far arrivare a casa anche Sully, nascondendolo agli occhi dei soldati.

## Guerra civile
- Titolo originale: Civil wars
- Diretto da: Jerry London
- Scritto da: Beth Sullivan (creator)

### Trama
In città tutti sono presi dalla frenesia di ricorrere alla legge e al tribunale per risolvere le controversie tra cittadini. Loren e Preston hanno una disputa sul significato della clausola "soddisfatti o rimborsati" dopo che Loren vende alcune bevande al banchiere. Per farsi risarcire, il vecchio proprietario dell'Emporio finge di farsi male a una gamba durante una visita all'hotel di Preston. Dorothy e Grace, invece, discutono sulla proprietà del terreno del caffè della cuoca, dato che entrambe sono in possesso di un documento che ne attesta l'acquisto. In realtà, Grace è ancora molto scossa dalla morte di Anthony, e continua a bere, così questo è un pretesto per litigare con l'amica e anche con Robert E. Hank e Horace, intanto, hanno prima uno scontro su chi deve pagare la parcella del dottor Mike per aver curato Horace, il cui naso è stato rotto per un gesto maldestro di Hank, e poi, quando questa cerca di appianare la situazione non facendo pagare niente a nessuno, quando Horace accusa Hank per danni dati dall'umiliazione che egli percepisce dal resto degli abitanti a causa della sua ferita. Quando Michaela viene nominata giudice popolare per risolvere tutte queste controversie, la donna si trova in difficoltà e chiede aiuto al figlio Matthew, che sta ancora studiando il diritto per aiutare Sully. Come sempre, Michaela riesce a superare se stessa, spiegando ai concittadini le motivazioni delle sue scelte come giudice.

## La valle della libertà
- Titolo originale: Safe Passage
- Diretto da: Steve Dubin
- Scritto da: Eric Tuchman

### Trama
L'indiano Luna Nera, con il quale Sully e Nube che Corre stanno ancora cercando di contrattare la resa, si ammala di tubercolosi e Michaela sa che non può salvargli la vita. La donna, intanto, si offre di cercare un accordo con l'esercito in suo nome, in modo che Luna Nera possa consegnarsi e consentire così il passaggio sicuro dei suoi uomini nelle zone sicure del Nord dove l'esercito sta mandando gli Indiani rimasti. Alla presenza di Welland Smith, conoscente di Sully e uomo di fiducia del Presidente Grant, il Dottor Mike sottoscrive un patto con il Maggiore Morrison, arrogante comandante del gruppo dell'esercito stanziato a Colorado Springs e in cui si trova ancora il Sgt. McKay. In cambio della resa di Luna Nera, l'esercito permetterà agli indiani ribelli di raggiungere le zone del Nord, dove potranno vivere in libertà, ma Morrison dovrà anche e impegnarsi a prosciogliere Sully da tutte le accuse. L'uomo non vorrebbe accettare, ma si trova costretto a non deludere le aspettative di Welland Smith, che è di fatto mandato dal Presidente col massimo della libertà di azione. Quando Luna Nera viene imprigionato, il viaggio degli Indiani viene osteggiato da Morrison, che vorrebbe tradire il patto siglato con Michaela e uccidere gli uomini di Luna Nera. Quando McKay si rifiuta di diventare un traditore, Morrison lo fa imprigionare insieme a Luna Nera. Il sergente si accorge che l'indiano sta morendo, e lo esorta a resistere finché i suoi uomini non saranno al sicuro. Sully e Nube che Corre si uniscono a Morrison e i suoi uomini prima che possano fare una strage e, fortunatamente, sono ben presto raggiunti anche da Michaela e Smith, che fa arrestare Morrison e ordina la liberazione di McKay. Luna Nera riesce a rimanere in vita finché non capisce che i suoi Indiani sono in salvo, poco dopo muore per l'aggravarsi della malattia. Sully, finalmente, può tornare a casa da uomo libero.

## Ritorno a casa
- Titolo originale: Homecoming
- Diretto da: James Keach
- Scritto da: Carl Binder

### Trama
Dopo essersi assicurati che Nube che Corre e gli altri indiani si siano sistemati nelle nuove terre a Nord, Sully e Michaela si preparano a tornare a casa per festeggiare il Natale. Intanto, in città, Daniel riceve un telegramma che lo informa di un'offerta di lavoro per andare a occuparsi degli scavi in una nuova miniera d'oro. Lo sceriffo è tentato di andarsene, perché sente che il suo compito a Colorado Springs è finito. Tutti i cittadini, allora, cercano di dissuaderlo. Persino Loren e Jake si rendono conto della sua importanza per i paesani e di quanto Daniel sia stato ben accettato da tutti. Solo Hank continua a non gradire la presenza di Daniel in città, ancora geloso perché l'uomo gli ha soffiato la stella da sceriffo. Intanto William Smith propone nuovamente a Sully di diventare una guida nelle riserve naturali che verranno istituite nelle montagne vicine a Colorado Springs. Sully è contrario, perché non vuole più lasciare la sua famiglia per tanto tempo. Durante il tragitto di ritorno, i due coniugi incontrano una coppia di sposi novelli in viaggio per raggiungere un accampamento dove si uniranno ai proprio familiari per creare una nuova cittadina. I due giovani, Hallie e Chester Barnes, non sanno nulla della vita alla frontiera. Così, Sully e Michaela decidono di accompagnarli in un viaggio denso di pericoli e imprevisti, che porterà la coppia a comprendere l'importanza della natura, del rispetto per gli animali e anche per gli indiani. Sully si rende così conto, anche con l'aiuto di Michaela, che sarebbe fondamentale per lui accettare l'offerta di Smith, perché nessuno più di lui conosce l'importanza delle terre meravigliose del Colorado. Brian, Colleen e Matthew preparano una festa di Natale alla quale sono invitati anche Daniel, Dorothy e Nube che Corre, il quale capisce che non vuole più stare lontano da Dorothy e torna da lei. Sully e Michaela riescono a raggiungere la famiglia proprio per la sera del cenone, in modo da festeggiare tutti insieme il Natale. Anche Daniel decide di rimanere a Colorado Springs, dopo aver capito che tutti i cittadini gli vogliono bene e desiderano che lui rimanga sceriffo.

## A bruciapelo
- Titolo originale: Point Blank
- Diretto da: James Keach
- Scritto da: Carl Binder

### Trama
Un uomo spara a Michaela mentre si trova nella sua clinica, apparentemente senza motivo. La donna viene soccorsa nell'immediato da Hank, che la porta di corsa alla clinica di Andrew. Il dottore le salva la vita proprio con l'aiuto di Hank. Dopo essere guarita, però, il dottor Mike continua a rivivere quel momento e non riesce a superare il trauma e tornare alla clinica. Così decide di barricarsi in casa e cerca di accampare delle scuse con i suoi familiari per non mostrare loro il suo disagio.
Sully, dopo un po', intuisce che la moglie non sta bene e ha subito fortemente gli effetti di questo trauma psicologico. L'uomo dice a Michaela che se non riuscirà a superare la sua paura, sarà sempre peggio. Nonostante il passare dei giorni, Michaela non vuole più andare alla clinica e sta per decidere di lasciare il suo lavoro. Dopo l'ennesimo incubo sulla vicenda, Sully le ricorda che è una donna forte e sa reagire a qualunque avversità, ma lei non vuole più crederci e sembra sempre più chiusa in se stessa. Durante una tempesta, Michaela rischia di morire insieme alla figlia Katie perché una quercia rompe una finestra della casa proprio nel punto in cui un momento prima si trovava a fare il bagno alla piccola. Questo fatto la sblocca e le fa capire che nemmeno in casa sarà mai completamente al sicuro, e deve trovare la forza di reagire. Il Dr. Mike finalmente ritorna in città, nella sua clinica, dove tutti le fanno subito capire quanto sia mancata.

## Il seme del dubbio
- Titolo originale: Seeds of Doubt
- Diretto da: Gwen Arner
- Scritto da: Jeanne C. Davis

### Trama
Sully e Brian accompagnano il senatore Dinston e suo figlio Oliver sulle montagne per compiere una perlustrazione di quei luoghi che il governo deve decidere se tutelare come parco naturale. Nel frattempo Patrick Collins, un ragazzo che Colleen ha conosciuto a Denver, arriva in città manifestando i suoi sentimenti per lei. Michaela ha subito un atteggiamento freddo nei confronti del giovane ed è infastidita dalle attenzioni che la figlia rivolge allo sconosciuto. Colleen sembra molto affascinata da Collins e per questo ignora anche Andrew. Dopo un tè preso con Patrick, Matthew ha la sensazione che Collins non sia un tipo affidabile e che le cose che ha raccontato del suo lavoro e dell'azienda di famiglia siano solo bugie. Colleen intanto finisce per passare del tempo sia con Patrick che con Andrew. Anche se il primo le fa dei bellissimi regali, il loro appuntamento è freddo e senza emozioni. Il pic nic con Andrew, invece, è amichevole e molto romantico, ed Andrew dimostra a Colleen quanto la conosca bene. Intanto, nei boschi, Oliver si allontana da solo e Brian lo va a cercare per poi trovarlo con un braccio rotto. I due ragazzi passano del tempo soli e Brian fa capire a Oliver che non si deve avere paura del dolore e dimostra le abilità che ha appreso da entrambi i genitori con le loro esperienze del passato. Sully e il senatore ritrovano i ragazzi e decidono di continuare comunque il viaggio alla scoperta di quei luoghi meravigliosi. Dopo alcune ricerche, Matthew viene a scoprire che Patrick ha fatto fallire l'azienda di famiglia. Colleen ha già deciso di allontanare Collins, ma il Dr. Mike la invita a farlo dopo averle raccontato la verità su di lui. La ragazza si arrabbia per la mancanza di fiducia dei suoi familiari, poi chiede a Patrick di non cercarla più. Lui arriva a strapparle un bacio forzato e cerca di convincerla che è innamorata di lui con la forza. Colleen ne rimane sconvolta e più tardi, all'hotel, rifiuta la sua proposta di matrimonio. Quando Patrick tenta di metterle le mani addosso, Andrew la difende e fa a pugni con Collins, che desiste dall'importunare Colleen. Mentre la ragazza medica le sue ferite, finalmente il dottore le dichiara il suo amore per lei. Colleen è felicissima perché anche lei ha capito di essere innamorata di Andrew e finalmente si gode il suo primo vero bacio con lui. Anche Michaela è ovviamente soddisfatta della scelta di sua figlia.
Sully e il senatore finiscono il loro viaggio nei boschi e Dinston sembra essere convinto ad approvare la proposta di far diventare i territori un parco naturale protetto.

## Il peso della solitudine
- Titolo originale: Seven Kinds of Lonely
- Diretto da: Bethany Rooney
- Scritto da: Michael Lyons, Kim Wells

### Trama
È di nuovo San Valentino e in città si organizza il Ballo degli Innamorati. Michaela scopre che Loren ha deciso di vendere l'emporio a Preston e andare via da Colorado Springs. Quando l'uomo le fa giurare di non dirlo a nessuno, il Dr. Mike scrive una lettera anonima da far pubblicare da Dorothy, nella quale esorta i cittadini a dire alle persone che amano quanto tengono a loro prima che sia troppo tardi. Teresa intanto ha problemi a ripagare il suo debito a Preston, così Jake le chiede di sposarla; la maestra, però, non accetta perché non vuole un matrimonio solo per poter risolvere i suoi problemi economici. Più tardi, Jake le fa una vera dichiarazione, dicendole che la ama e vuole passare il resto della sua vita con lei per questo motivo.
Intanto Grace e Robert E. tornano da New Orleans dopo un periodo passato a casa, ma il loro rapporto è ancora in crisi. Grace continua a bere e il marito non sa come aiutarla. Durante un pranzo al Café, Grace perde l'equilibrio e cade, battendo la testa. Mentre la medica, Michaela si accorge che è alcolizzata e Robert E. si confida con Sully, che gli consiglia di parlare a sua moglie se vuole aiutarla. Robert E. segue il suggerimento di Sully, ma ottiene l'effetto contrario: quando Grace si rende conto che deve affrontare il fatto che Anthony è morto e non tornerà, decide anche di lasciare Robert E. perché non vede più ragioni per le quali debbano rimanere sposati.
Loren si arrabbia con Michaela perché si sta intromettendo nella sua decisione, però entrambi si trovano a pensare ai motivi delle loro azioni. Il Dr. Mike ammette che Loren le mancherebbe troppo se sparisse, perché gli vuole bene. Loren, allo stesso modo, decide di non vendere l'emporio, ma di partire per il viaggio che avrebbe voluto fare con Marjorie. Durante il ballo, Teresa accetta la proposta di matrimonio di Jake, e Loren si chiarisce con Michaela, confidandole che anche lui le vuole bene e chiedendole di essere sempre sincera con lui.

## Equilibrio vitale
- Titolo originale: Life in the balance
- Diretto da: Gwen Arner
- Scritto da: Beth Sullivan (creator)

### Trama
A Colorado Springs un insediamento di cinesi si accampa vicino alla chiesa e attira l'attenzione dei cittadini, soprattutto quella di Hank, preoccupato che possano diffondersi a macchia d'olio. Intanto Michaela fa la conoscenza del medico del campo, il signor Wu, e di suo nipote Jing Yang. Il Dottor Mike inizia così a conoscere alcuni aspetti della medicina e della tradizione cinese, ma fa fatica a fare accettare i precetti della medicina occidentale al signor Wu. Tuttavia, quando Michaela cura con successo un uomo dalla malaria usando il chinino, Wu si ricrede e inizia a fidarsi delle sue medicine. 
Quando Hank scopre che uno dei cinesi ha la febbre alta, decide di agire in difesa dei cittadini e, durante la notte, tenta di appiccare un incendio all'accampamento. Fortunatamente Daniel lo ferma e lo incarcera per la notte, ma una volta fatto uscire di prigione Hank annuncia a lui e Matthew che si farà processare da un giudice di Denver. Daniel decide di andare comunque a testimoniare contro di lui.
Il signor Wu porta suo nipote dal Dr. Mike perché si è ammalato di malaria come i suoi pazienti. Così, durante la visita, Michaela scopre che Jing Yang in realtà è una ragazza. Una volta guarita, la dottoressa chiede delle spiegazioni e scopre che Wu ha cresciuto la nipote come un uomo per permetterle di imparare la medicina cinese, in quanto nella loro cultura le donne non possono diventare dottori. Allo stesso tempo l'ha fatto per salvarle la vita, visto che era rimasta orfana alla nascita.
Nel campo cinese Michaela affronta anche il signor Zou, abituato a rispettare tradizioni barbare come quella di fasciare i piedi delle bambine per evitarne la crescita eccessiva, considerata poco estetica. Quando provano a farlo ragionare, Michaela e Jing Yang si trovano davanti a un muro. Un incendio distrugge l'accampamento, fortunatamente senza causare vittime. Sebbene Hank abbia un alibi di ferro, Matthew e Daniel sono certi che sia stato lui. Così, quando vanno a Denver per il processo relativo al suo tentato incendio, Matthew convince il giudice a sanzionare Hank con 100 dollari di multa da devolvere ai cinesi, invece che con 6 mesi di prigione. 
Quando la bambina del signor Zou prende la malaria, Michaela cerca di curarla col chinino, ma l'uomo non vuole saperne di accettare la medicina occidentale, soprattutto perché non si fida di una donna medico. Allora Jing Yang si fa coraggio e, ricordando i consigli di Michaela, ammette la sua vera identità e rivela all'uomo di essere una donna. 
Il signor Wu e la nipote vengono considerati dei reietti e, quando il gruppo di cinesi decide di partire per andare a lavorare presso una miniera (dove Sully e Daniel hanno trattato per ottenere posti di lavoro per loro), vengono lasciati in disparte. Colleen però cerca di far capire a Jing Yang, che ora ammette la propria identità vestendosi da donna, che anche il Dr. Mike ha avuto tante difficoltà nel fare accettare la propria professione, ma alla fine ci è riuscita, superando svariati ostacoli. Jing Yang prende coraggio e segue gli altri cinesi, riuscendo anche a convincere il signor Zou ad ascoltare i suoi consigli riguardo alla figlia.

## Felici e contenti
- Titolo originale: Happily ever after
- Diretto da: James Keach
- Scritto da: Rick Najera

### Trama
Jake e Teresa annunciano il loro matrimonio ai concittadini proprio mentre la zia e il cugino di lei arrivano a Colorado Springs per partecipare alle nozze e conoscere il futuro sposo. Tuttavia l'incontro non è piacevole in quanto la zia di Teresa è una cattolica praticante molto tradizionalista e il cugino Carlos è addirittura un prete.
Nel frattempo Hank trova Nube che Corre poco fuori città e lo fa arrestare, in quanto l'accordo con l'esercito prevede la sua libertà solo in caso in cui non si avvicini a Colorado Springs. In attesa che l'esercito lo prenda in consegna, Michaela e Sully cercano di convincere il consiglio cittadino a votare per concedere a Nube che Corre uno status privilegiato che gli consenta di girare indisturbato tra le terre degli indiani del nord e Colorado Springs per commerciare con la città. A Michaela tocca l'arduo compito di convincere un altro membro del consiglio a votare a favore dell'indiano, in quanto al momento lei e Robert E. sono gli unici intenzionati ad appoggiare la mozione. Carlos annuncia che vorrebbe celebrare il matrimonio di Teresa e Jake, con sorpresa del futuro sposo, che aveva già chiesto al Reverendo di occuparsi della cerimonia. Intanto la zia di Teresa è visibilmente scoraggiata dalla reputazione di alcolizzato di Jake e dal modo in cui lui e Hank gestiscono l'hotel che di fatto ospita anche prostitute e luoghi di piacere.
Michaela parla con Jake e lo convince a votare a favore di Nube che Corre, ma l'uomo cambia idea quando Teresa gli chiede di non fidarsi dell'indiano per paura di ciò che questa decisione comporterebbe. Il Sindaco, pressato dalla fidanzata e carico di pensieri sul matrimonio, non rispetta l'accordo preso col Dr. Mike e vota a sfavore della mozione, così i soldati portano via Nube che Corre. Sully e la moglie non si scoraggiano e cercano di nuovo di ottenere i consensi rispettivamente di Loren e Jake. 
Intanto Jake si rende conto di essere l'unico a fare dei sacrifici per il bene della coppia e affronta la zia di Teresa, che lo sminuisce davanti alla nipote e le chiede di non sposarlo per non rovinarsi la vita. Teresa è confusa e Jake decide di annullare le nozze. Tuttavia, dopo aver parlato con Michaela, capisce che le persone cambiano quando hanno il coraggio di farlo. Il Sindaco sistema così tutti i suoi guai: fa pace con Teresa, che fa capire alla zia che sceglierà lei di sposare Jake perché lo ama veramente. La zia se ne va senza dare la sua benedizione al matrimonio, ma il cugino Carlos appoggia la decisione di Teresa. Poi Jake riconvoca il consiglio e vota a favore dell'indiano, invitando Loren (che comunque era già stato spinto da Sully a cambiare idea) a fare lo stesso. Matthew, Sully, Michaela e Daniel raggiungono i soldati con l'atto ufficiale e riportano a casa Nube che Corre proprio mentre il Reverendo e Carlos stanno celebrando la cerimonia insieme, per la gioia di entrambi gli sposi e di tutti gli abitanti di Colorado Springs.

## L'uomo che voleva volare
- Titolo originale: Birdman
- Diretto da: Bethany Rooney
- Scritto da: Joel Ziskin

### Trama
Brian e Matthew incontrano Martin, un visionario che è convinto di essere un uomo-uccello e si comporta proprio come tale. 
Il suo arrivo in città preoccupa le persone intorno a lui, ma Michaela cerca di convincere tutti che è assolutamente innocuo. Quando lo incontra, Preston lo riconosce come il figlio di una famiglia benestante, ma Martin non sembra interessato alla sua casa d'origine. Martin fa amicizia col Brian e lo aiuta col suo esperimento di scienze, che riguarda ancora una volta una macchina volante. Daniel e il Dr. Mike fanno delle ricerche e scoprono che Martin era stato a lungo un insegnante di scienze per poi essere rinchiuso in un manicomio per la sua stranezza, dove poi, nella disperazione causata dalla reclusione, si era convinto di essere un uccello per poter almeno sognare la libertà ingiustamente negatagli. 
Dopo che Jake gli taglia barba e capelli per renderlo più presentabile, Martin ritorna di notte nel suo negozio per recuperare i capelli tagliati, coi quali vorrebbe costruire un nido. Questo gesto viene visto come un atto di follia e Daniel è costretto dal sindaco ad arrestare Martin in attesa di un giudizio sulle sue facoltà da parte degli psichiatri convocati da Michaela. Impauriti per ciò che potrebbe accadere all'uomo se tornasse in manicomio, Matthew e il Dr. Mike fanno scappare Martin con la complicità di Daniel e lo lasciano libero nel bosco, non prima che Brian ottenga da lui alcuni consigli per far volare al meglio il suo aeroplano fatto in casa.

## Vendetta!
- Titolo originale: Vengeance
- Diretto da:
- Scritto da:

### Trama
Lo sceriffo Elias Burch torna a Colorado Springs mentre insegue l'ex galeotto Rudy Exner, da lui arrestato anni prima. Burch spera che Exner vada a riprendere l'oro che aveva rubato e che aveva nascosto proprio da quelle parti anni prima, ma una notte tra i due c'è uno scontro a fuoco in cui Exner muore e Burch viene accusato di omicidio poiché il primo viene trovato senza armi addosso, nonostante lo sceriffo dichiari il contrario e di aver sparato per autodifesa. La situazione peggiora anche a causa di un famoso giornalista, Ned Springer, che è giunto in città seguendo Burch ed Exner in cerca di uno scoop e che testimonia contro lo sceriffo, dichiarando che, giunto sulla scena, ha trovato Exner disarmato. Matthew però, conoscendo Burch decide di rappresentarlo in aula per dimostrare che si tratta di un complotto, e con l'aiuto del Dr.Mike riesce provarlo: Exner era malato terminale e intendeva usare il poco tempo che gli restava per vendicarsi di Burch, quindi aveva finto di sparare a Burch per farsi uccidere mentre Springer, giunto sul posto prima di tutti, ha nascosto la pistola così da poter far incolpare Burch e poter scrivere il suo grande articolo. Per il giudice è sufficiente perciò Burch è prosciolto mentre Springer viene arrestato. Prima di andarsene, Burch assieme a Daniel, Matthew e Michaela recupera l'oro rubato da Exner grazie alla soffiata dell'ex compagno di cella di quest'ultimo.

## Una vita insieme
- Titolo originale: To have and to hold
- Diretto da:
- Scritto da:

### Trama
Michaela e Sully stanno trascorrendo del tempo da soli nei boschi quando lei, durante un déjà vu dell'aborto subito mesi prima, cade e batte la testa. Temendo che possa avere una commozione cerebrale, Sully la porta in una casetta abbandonata e cerca di evitare che si addormenti. Per tenersi svegli, i due ripercorrono alcune avventure vissute insieme, rendendosi conto di quanto ciascuno ha insegnato all'altro. Ad un certo punto, Michaela finalmente rivela a Sully la sua preoccupazione per non aver mai parlato del figlio che hanno perso e gli chiede perché lui è fuggito quando lo ha saputo. Sully capisce che per la moglie è importante affrontare l'argomento, così le dice che ha camminato molto alla ricerca di consolazione e alla fine l'ha trovata in una piccola quercia che ha ripiantato. Michaela, invece, confida al marito quanto ha sofferto per aver dovuto affrontare tutto il dolore della perdita da sola, senza potersi appoggiare a lui. Alla fine, entrambi capiscono quanto abbiano bisogno l'uno dell'altra e decidono di provare ad avere un altro figlio. Il mattino dopo, prima di ripartire per casa, Sully mostra a Michaela la quercia che ha salvato e che ormai cresce forte e sana.

## L'incontro
- Titolo originale: The Fight
- Diretto da:
- Scritto da:

### Trama
A Colorado Springs viene organizzato un torneo di boxe con un campione, Barracuda Jim. Grace e Robert E vivono ormai separati e Michaela e Sully provano a farli ragionare. Ma Grace sembra non essere più interessata al marito, neanche quando questi si offre di sfidare Barracuda Jim. L'incontro in realtà è solo un espediente usato da Robert E per sfogare la sua rabbia, a tal punto che riesce a vincere l'incontro; per questo Barracuda Jim chiede la rivincita per il giorno successivo, ma lo stesso giorno l'uomo si presenta dal dottor Mike per un consulto medico. Michaela scopre così la ragione della sconfitta: un'infiammazione all'occhio sinistro dovuto ovviamente ad un trauma, per cui la dottoressa sconsiglia vivamente al pugile di continuare la sua professione ma l'uomo si rifiuta, perché è l'unico modo che ha per guadagnare. La sera successiva avviene quindi l'incontro, ma nuovamente Barracuda Jim ha dei problemi mentre Robert E invece perde il controllo e comincia a colpire con tale ira e violenza che solo l'intervento di Sully e Grace gli impediscono di commettere una sciocchezza. Alla fine Barracuda Jim decide di ascoltare i consigli di Michaela, e Robert E trova il coraggio di chiedergli scusa, ma il giorno dopo il manager del pugile propone a Robert E di prendere il posto di Jim. Prima che il fabbro possa accettare interviene Grace che tenta di rimproverare il marito per ciò che stava per fare, ma quest'ultimo scoppia, e le esterna tutta la propria rabbia e tristezza: da quando Anthony è morto Grace ha pensato solo a se stessa, si è concentrata solo sul proprio dolore e non si è mai interessata dei sentimenti del marito, che ovviamente stava soffrendo a sua volta ma non ha mai neanche una volta ricevuto conforto o affetto da lei, ed è per questo che lui è così arrabbiato. Grace allora capisce i propri sbagli, e dopo aver ringraziato Sully e Michaela capisce che quel che deve fare è chiedere scusa al marito e ricominciare a stargli vicino. I due alla fine decidono di perdonare gli errori reciproci e tornano assieme.

## Un nuovo inizio
- Titolo originale: A New Beginning
- Diretto da:
- Scritto da:

### Trama
Colleen, ormai diplomata al college, viene accettata all'Università femminile di medicina della Pennsylvania, la stessa dove si è laureata il dottor Mike. Tutti sono felici per lei, nonostante dovrà trasferirsi a Filadelfia, molto più lontana di Denver. Anche Andrew è molto contento della notizia, ma teme di perderla e così, su suggerimento di Sully, chiede a Colleen di sposarlo. Lei accetta e iniziano i preparativi per il matrimonio, anche se Michaela teme che il matrimonio sia troppo prematuro e che potrebbe compromettere gli studi della figlia. Parlando dei suoi timori a Colleen, la spinge a rimandare il matrimonio a dopo la laurea. Ancora una volta è Sully a far riflettere il dottor Mike, che alla fine capisce quanto sia importante Andrew per Colleen e  li invita a celebrare in fretta le loro nozze, così potranno partire per Filadelfia, dove lui potrà aprire un suo studio medico.  Nel frattempo, a causa di un crollo della borsa, Preston ha perso tutti i risparmi dei cittadini di Colorado Springs ed è costretto a vendere le sue proprietà, compresa la quota del Pepita d'oro appena acquistata da Jack e addirittura il proprio hotel. Non essendo tuttavia sufficiente a coprire i debiti della banca, Preston richiede a Dorothy l'immediata restituzione del prestito per la Gazette che altrimenti verrà venduta. Dorothy non sa come fare, visto che il giornale ha subito un calo di vendite e nessuna banca le concede un prestito, per questo al matrimonio di Colleen è molto triste. Sarà ancora una volta Loren a risollevarle il morale, prestandole i soldi per salvare la Gazette e invitandola a ballare con Nube che Corre. Sempre durante il ricevimento nuziale, Grace annuncia a Robert E. di essere incinta, mentre Jack mostra alla moglie Teresa il disegno della casa che intende costruire sul terreno appena riscattato dall'ipoteca. Sully e Michaela trovano anche un acquirente per lo Spring's Chateau di Preston, a patto che lei gestisca la clinica dell'hotel quando Andrew partirà per Filadelfia.